# Komorów Wąskotorowy
Komorów Wąskotorowy – dawny przystanek kolejki wąskotorowej w Grabowicy, w gminie Pacanów, w powiecie buskim, w województwie świętokrzyskim.